# Державний кордон Мексики

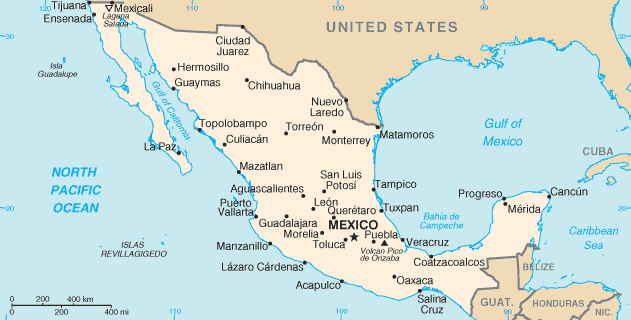
Карта Мексики

Державний кордон Мексики — державний кордон, лінія на поверхні Землі та вертикальна поверхня, що проходить по цій лінії, що визначають межі державного суверенітету Мексики над власними територією, водами, природними ресурсами в них і повітряним простором над ними.

## Сухопутний кордон
Загальна довжина кордону — 4389 км. Мексика межує з 3 державами. Уся територія країни суцільна, тобто анклавів чи ексклавів не існує.
Ділянки державного кордону
| Держава   | Ділянка        | Довжина (км) | Прикордонні регіони | Примітки |
| --------- | -------------- | ------------ | ------------------- | -------- |
| Беліз     | південний схід | 276          |                     |          |
| Гватемала | південний схід | 958          |                     |          |
| США       | північ         | 3155         |                     |          |

## Морські кордони

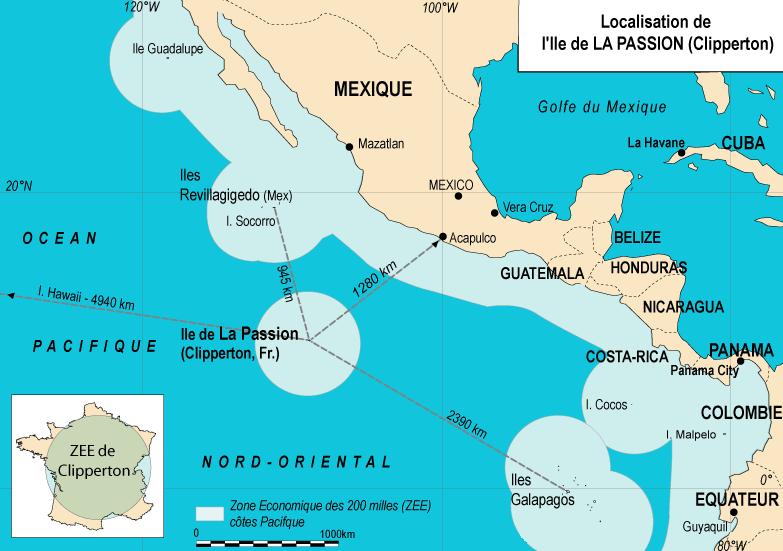
Морські кордони Мексики

Мексика омивається на заході Тихим океаном, на південному сході Карибським морем та на сході Мексиканською затокою Атлантичного океану. Загальна довжина морського узбережжя 9330 км. Згідно з Конвенцією Організації Об'єднаних Націй з морського права (UNCLOS) 1982 року, протяжність територіальних вод країни встановлено в 12 морських миль (22,2 км). Прилегла зона, що примикає до територіальних вод, в якій держава може здійснювати контроль, необхідний для запобігання порушень митних, фіскальних, імміграційних або санітарних законів, простягається на 24 морські милі (44,4 км) від узбережжя (стаття 33). Виключна економічна зона встановлена на відстань 200 морських миль (370,4 км) від узбережжя. Континентальний шельф — 200 морських миль (370,4 км) від узбережжя, або до континентальної брівки (стаття 76).